# Jammu (Distrikt)
Der Distrikt Jammu (Urdu ضلع جموں) ist ein Distrikt im indischen Unionsterritorium Jammu und Kashmir.

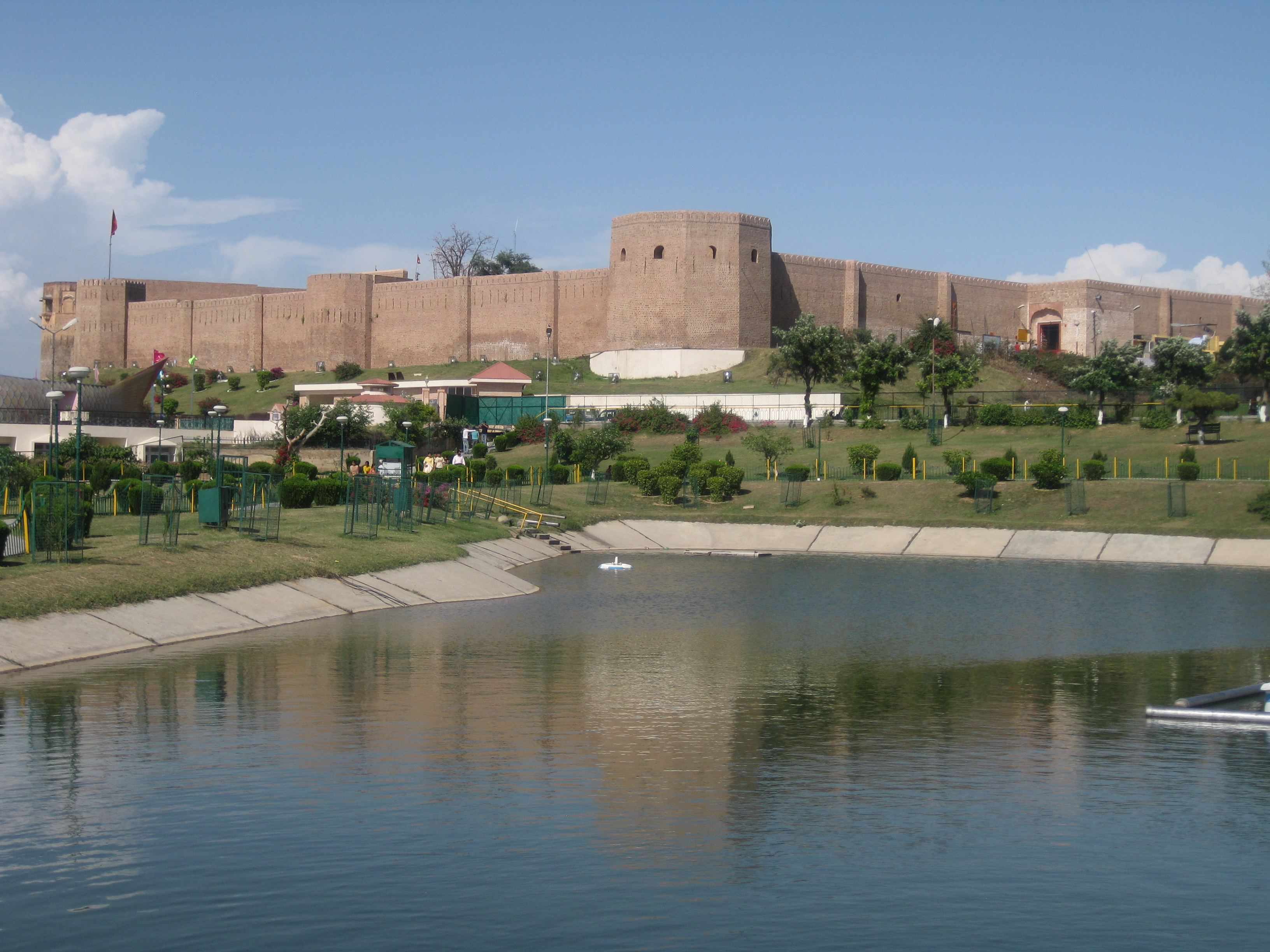
Bahu-Festung

Der Distrikt Jammu erstreckt sich über die Siwaliks bis ins Tiefland. Der Fluss Tawi durchfließt den Distrikt und die Distrikthauptstadt Jammu in südwestlicher Richtung.
Der Distrikt hat eine Fläche von 2342 km² und 1.529.958 Einwohner (Zensus 2011). 2001 lag die Einwohnerzahl noch bei 1.357.077.
Die Bevölkerungsdichte liegt bei 653 Einwohnern pro Quadratkilometer.
Der Distrikt ist in 4 Tehsils gegliedert: Akhnoor, Bishnah, Jammu und Ranbir Singh Pora.